# Relations internationales au XIXe siècle

Cet article retrace la chronologie des relations internationales du congrès de Vienne en 1815 au déclenchement de la Première Guerre mondiale en 1914.

## Histoire des relations internationales de 1815 à 1830

### Le nouvel ordre conservateur: 1815-1823
- 9 juin 1815 : Acte final du congrès de Vienne. L'Autriche recouvre ses territoires perdus, à savoir Salzbourg, le Tyrol, le Trentin, les provinces illyriennes et Tarnopol. En compensation de la perte définitive de la Belgique, l'Autriche reçoit le royaume de Lombardie-Vénétie. Le duché de Parme, restauré, échoit à Marie-Louise de Habsbourg. Ferdinand III de Habsbourg recouvre le grand-duché de Toscane qui est restauré également. François IV de Habsbourg est restauré dans son duché de Modène. Ailleurs en Italie, les Bourbons reviennent sur le trône des Deux-Siciles, le pape reprend possession des États pontificaux et Victor-Emmanuel Ier sur le royaume de Sardaigne agrandi de la Savoie, Nice et Gênes. L'Autriche domine donc de nouveau la péninsule italienne qui est de nouveau morcelée en de multiples principautés, niant ainsi le principe des nationalités.
- Dans les terres allemandes, la Prusse devient la grande puissance mais Metternich et Talleyrand ont tenté de contrebalancer cette nouvelle puissance en protégeant les autres États allemands. La Prusse s'agrandit de la Posnanie, du Kulmerland, de la Poméranie suédoise, du Nord de la Saxe, de l'Altmark, Magdebourg, Halberstadt, l'Est du royaume de Westphalie et la Rhénanie. Cette dernière possession prise sur la France permet à la Prusse d'exercer un contrôle sur la frontière française. La confédération du Rhin est dissoute et est remplacée par la Confédération germanique comprenant 39 États fédérés. Cette Confédération comprend une Diète où l'Autriche exerce la présidence.
- La Russie, quant à elle, obtient le royaume de Pologne, c'est-à-dire l'ancien Grand-duché de Varsovie amputé de la Posnanie. Afin de satisfaire les ambitions nationalistes polonaises, il est créé la ville-libre de Cracovie.
- Le Royaume-Uni récupère le royaume de Hanovre mais surtout assure sa domination mondiale et son contrôle des routes maritimes en obtenant quelques colonies. Dans les Antilles, il reçoit Tobago. En Méditerranée, le Royaume-Uni se voit reconnaître sa souveraineté sur l'île de Malte et les îles Ioniennes. Cette pénétration britannique en Méditerranée était voulue par Castlereagh afin de contrer les ambitions russes en direction des Détroits.
- 18 juin 1815 : bataille de Waterloo remportée par les coalisés sur Napoléon.
- 26 septembre 1815 : traité de la Sainte-Alliance signé entre la Russie, l'Autriche et la Prusse. Ces trois puissances se veulent les garantes de l'ordre religieux et monarchique. Elles s’appuient sur la communauté chrétienne et excluent de fait le sultan mais désirent s'ouvrir à la France et à l'Espagne. Le Royaume-Uni, dans un premier temps, se tient l'écart de cette alliance, dont il se méfie du caractère trop conservateur. Il se méfie aussi de la trop grande influence russe sur l'Europe.
- 20 novembre 1815 : traité de la Quadruple Alliance signé entre le Royaume-Uni, la Russie, l'Autriche et la Prusse. Cette alliance est destinée à prolonger l'isolement diplomatique de la France et à prévenir toute résurgence de la puissance française.
- 20 novembre 1815 : traité de Paris signé entre les coalisés et la France. Cette dernière cède Chambéry et Annecy au royaume de Piémont-Sardaigne, Landau à la Bavière, Sarrelouis à la Prusse, Bouillon, Marienbourg, Philippeville, Beaumont et Dour aux Pays-Bas. Elle doit payer une indemnité de 700 millions de francs et subir l'occupation d'une partie de son territoire par une armée de 150 000 hommes pendant cinq ans. Les États dépossédés reprennent les œuvres d'art pillées par Napoléon et entreposés au Louvre.
- 29 septembre 1818 : ouverture du congrès d'Aix-la-Chapelle afin d'examiner la question de l'intégration de la France dans le système d'alliance européen.
- 21 novembre 1818 : fin du congrès d'Aix-la-Chapelle. Les quatre grandes puissances prennent acte du paiement de l'intégralité des indemnités de guerre par la France et acceptent d'évacuer prématurément le territoire français mais refusent encore d'intégrer la France dans leur système d'alliance.
- 3 mars 1820 : le tsar Alexandre Ier exprime son intention d'intervenir en Espagne afin de contrer les libéraux derrière le général Pepe. Il souhaite également une intervention militaire afin de restaurer la puissance espagnole dans les colonies américaines.
- 5 mai 1820 : Castlereagh s'exprime contre tout type d'intervention dans les États européens secoués par des mouvements libéraux. Le Royaume-Uni se réjouit de l'élimination progressive de l'Espagne en Amérique du Sud.
- 20 octobre 1820 : ouverture du congrès de Troppau à la demande de Metternich à la suite des révolutions libérales dans la péninsule italienne.
- 30 décembre 1820 : ajournement de la conférence de Troppau.
- 26 janvier 1821 : ouverture du congrès de Laybach. Les grandes puissances donnent leur aval à une intervention autrichienne en Italie afin de restaurer l'ordre conservateur malgré les contestations britanniques.
- Février 1821 : début de la guerre d'indépendance grecque contre l'Empire ottoman à la suite de la tentative de l'ancien aide de camp du tsar, le général Ypsilanti de pénétrer dans les provinces roumaines.
- 7 mars 1821 : bataille de Rieti remportée par les troupes autrichiennes sur les libéraux napolitains. Les Bourbons sont restaurés sur le trône des Deux-Siciles.
- 8 avril 1821 : bataille de Novare remportée par les troupes autrichiennes sur les libéraux piémontais. Le royaume de Sardaigne est rendu à Victor-Emmanuel Ier. L'Autriche vient de restaurer l'ordre absolutiste en Italie et son hégémonie par la même occasion.
- Juillet 1821 : le tsar adresse une note au Sultan exigeant la reconstruction des églises grecques de Constantinople détruites pendant la terrible répression turque contre le mouvement national grec.
- Août 1821 : Rappel de l'ambassadeur russe de Constantinople devant l'inertie turque face aux demandes de la Russie.
- Décembre 1821 : le tsar renonce à une tentative d'intervention isolée en faveur de la Grèce. Il doit tenir compte du Royaume-Uni qui ne tient pas à voir s'élargir l'influence russe en Méditerranée.
- 13 janvier 1822 : proclamation de l'indépendance de la Grèce par une assemblée de notables grecs, réunie à Épidaure. L'Assemblée vote également une constitution.
- Avril 1822 : massacre de Chios par les Turcs qui provoque l'indignation de la communauté internationale, à commencer par les intellectuels. Ces massacres inspirent Hugo (Les Orientales) et Delacroix.
- 24 octobre 1822 : ouverture du congrès de Vérone. Les plénipotentiaires français – le ministre des Affaires étrangères Montmorency et l'ambassadeur à Londres Chateaubriand – plaident en faveur d'une intervention militaire en Espagne afin de restaurer Ferdinand VII dans ses prérogatives. La France cherche par cette occasion à être réintégrée dans le concert des nations et à laver ses défaites de 1814-1815. La question grecque est éludée dans la mesure où Metternich tient à conserver l'équilibre européen. Il considère également que le mouvement national grec repose sur une adhésion au libéralisme.
- 14 décembre 1822 : fin du congrès de Vérone. Les grandes puissances acceptent le principe d'une intervention militaire française en Espagne en faveur de Ferdinand VII.
- 31 août 1823 : bataille du Trocadéro remportée par les troupes françaises du duc d'Angoulême sur les libéraux espagnols. Cette victoire permet la restauration de Ferdinand VII.

### Les aspirations nationales et libérales 1823-1830
- Janvier 1824 : Alexandre Ier propose la tenue d'un congrès sur la question grecque. Il propose d'appliquer à la Grèce un modèle analogue aux principautés danubiennes : séparation de la Grèce en trois grandes régions - Grèce orientale, Grèce méridionale et Grèce occidentale - qui obtiendraient une large autonomie. Les autres puissances européennes s'opposent à ce plan.
- 26 février 1825 : Débarquement des troupes égyptiennes de Méhémet Ali dans le Péloponnèse. Elles prennent Navarin.
- Juin 1825 : Les Grecs demandent le secours du Royaume-Uni et sont même prêts à accepter le protectorat de ce dernier. Le ministre des Affaires étrangères, Georges Canning, n'y donne pas suite, mais il reconnaît l'état de belligérance des Grecs.
- 16 mars 1826 : Ultimatum du tsar Nicolas Ier adressé au sultan exigeant le respect des clauses du traité de Bucarest.
- 23 mars 1826 : Protocole de Saint-Pétersbourg signé entre le Royaume-Uni et la Russie. Les deux diplomaties émettent un plan prévoyant l'autonomie de la Grèce dans le respect de la suzeraineté turque. Les deux puissances reconnaissent chacune leur sphère d'influence : le Danube pour les Russes et la Méditerranée pour les Britanniques.
- 22 avril 1826 : Prise de la ville de Missolonghi par les Turcs.
- Octobre 1826 : Le Sultan accorde une plus large autonomie aux Serbes par le libre exercice du culte chrétien, l'impôt unique, des compétences dans les domaines scolaire et sanitaire et l'interdiction aux Turcs de résider en Serbie. Les troupes turques se maintiennent toutefois sur le territoire. Miloch Obrenovitch est reconnu comme prince héréditaire.
- 5 juin 1827 : Prise de l'acropole d'Athènes par les Turcs.
- 6 juillet 1827 : Traité de Londres signé entre le Royaume-Uni, la Russie et la France. Le gouvernement du duc de Villèle vient s'immiscer dans le jeu russo-britannique dans la question grecque afin de consolider le prestige extérieur de la France et ainsi raffermir la position du roi. La France a également des ambitions en Méditerranée. Les trois puissances s'entendent pour une reconnaissance de l'autonomie grecque sous suzeraineté turque. La Grèce compterait une administration autochtone à l'exemple de la Serbie et les propriétés des Turcs pourraient être rachetées. Les trois puissances envoient chacune une flotte en Méditerranée.
- 20 octobre 1827 : Bataille de Navarin. La flotte turco-égyptienne est détruite par la flotte russo-franco-britannique à la suite d'un incident et de mauvaises interprétations. Le lien entre l'Empire ottoman et les puissances européennes est rompu.
- 26 avril 1828 : Déclaration de guerre de la Russie à l'Empire ottoman. Grâce à la médiation du ministre français des Affaires étrangères La Ferronnays, le Royaume-Uni obtient que les opérations militaires russes restent cantonnées aux principautés danubiennes.
- 6 août 1828 : Méhémet Ali accepte les demandes franco-britanniques d'évacuation du territoire grec.
- Septembre 1828 : Débarquement d'un corps expéditionnaire français sous le commandement du général Maison en Morée. La région est rapidement occupée.
- 12 octobre 1828 : Prise de Varna par les Russes.
- 22 mars 1829 : Protocole de Londres signé entre le Royaume-Uni, la Russie et la France. Les trois puissances envisagent la constitution du territoire grec en monarchie héréditaire dont le roi recevrait l'investiture du sultan. Un transfert de population entre Grecs et Turcs est envisagé. Le sultan s'oppose à cette solution.
- 20 août 1829 : Prise d'Andrinople par les Russes. La route de Constantinople est ouverte, ce qui contraint le sultan à céder devant les puissances européennes.
- 14 septembre 1829 : Traité d'Andrinople signé entre le Royaume-Uni, la Russie, la France et l'Empire ottoman. Le Sultan doit reconnaître le nouvel État qui est une monarchie héréditaire. La Grèce est cependant limitée au Péloponnèse, la Livadie, l'Acarnanie, l'Eubée, les Cyclades et les Sporades. Jean Capo d'Istria assume la direction du nouvel État en attendant de trouver un monarque.
- 3 février 1830 : Naissance officielle de la Grèce (Protocole de Londres).

## Histoire des relations internationales de 1830 à 1848

### Les dissensions à l'heure des premiers mouvements libéraux et nationaux
- 17 juillet 1830 : Prise d'Alger par les troupes françaises. Dans les jours qui suivent, les Français occupent également Oran et Arzew.
- 25 août 1830 : Émeutes à Bruxelles qui donnent le signal de la guerre d'indépendance belge. Les territoires belges sont les plus peuplés du royaume des Pays-Bas mais ce sont les Hollandais qui monopolisent les postes administratifs. Cette trop grande distorsion provoque des frustrations qui explosent en révolution dans un contexte d'éclosion des mouvements nationaux.
- La révolution belge provoque des remous au sein des cours européennes car les frontières délimitées lors du congrès de Vienne sont une nouvelle fois remise en cause. Les grandes puissances sont les garantes de ces frontières. La question est d'autant plus cruciale que la révolution se situe proche de la France. Le roi de Prusse mobilise ainsi plus de 60 000 soldats près du Rhin et le tsar Nicolas Ier fait de même et fait stationner ses troupes en Pologne. Le Royaume-Uni adopte une attitude ambiguë dans la mesure où il ne peut pas plaider pour une solution qu'il a toujours rejetée auparavant et qui plus est renforcerait la prédominance russe mais il craint la dislocation de l'État hollandais qui était destiné à freiner les ambitions françaises. Il craint un possible rattachement de la Belgique à la France.
- 31 août 1830 : Le ministre français des Affaires étrangères, Mathieu Molé, proclame que la France n'interviendra pas en Belgique afin de ne pas inquiéter les autres puissances. La France cherche avant tout à trouver un accord avec le Royaume-Uni.
- 28 septembre 1830 : Délégation du gouvernement provisoire belge emmené par Gedebien à Paris afin d'obtenir un engagement du nouveau régime français. Louis-Philippe préfère s'abstenir afin de pas heurter les autres puissances qui craignent de l'expansion révolutionnaire.
- 4 octobre 1830 : Proclamation de l'indépendance de la Belgique.
- 21 novembre 1830 : Émeutes à Varsovie. Les Polonais en chassent les Russes. Les insurgés comptent sur l'effet belge et sur le soutien de la France. Ce mouvement national polonais paralyse l'action du tsar contre les Belges car il doit maintenir son armée en Pologne.
- 22 novembre 1830 : L'Assemblée constituante belge choisit comme régime la monarchie constitutionnelle.
- 20 décembre 1830 : Protocole de Londres qui reconnaît l'indépendance de la Belgique. Les grandes puissances doivent désormais en définir les modalités. Cette rupture dans les relations internationales depuis 1815 est due au nouveau rapport de force. Le Royaume-Uni, qui a conservé sa ligne depuis Castlereagh, s'est trouvé renforcé par le changement de pouvoir en France. Les autres puissances, partisanes de l'intervention, n'en avaient pas forcément les moyens, l'Autriche préférant se concentrer sur la question italienne et la Russie sur la question polonaise. La Prusse, esseulée, ne peut rien faire.
- 21 janvier 1831 : Traité de Londres proclamant la neutralité de l'État belge garantie par les grandes puissances. Ces dernières fixent également les frontières du nouvel État. Le duché de Limbourg et le Luxembourg échoient aux Pays-Bas. Cette partition est contestée par la Belgique qui est appuyée par la France. La clause de neutralité atténue les velléités françaises d'expansion vers le Rhin. La France renonce ainsi à son expansion séculaire en direction de ses « frontières naturelles ». Le Royaume-Uni cherche ici à protéger le port d'Anvers, porte d'entrée de l'Escaut et point essentiel pour l'exportation des produits industriels britanniques.
- 25 janvier 1831 : Proclamation de l'indépendance de la Pologne à la suite du refus du tsar Nicolas Ier d'accepter une Constitution libérale et le retour aux frontières de 1772. Les Polonais espèrent toujours le soutien de la France mais le contexte international a changé. La France fait savoir qu'elle n'interviendrait que dans un pays limitrophe. Le Royaume-Uni craint une extension de l'influence française à l'Est et préfère pour l'instant le maintien de la Russie. Les autres puissances craignent également une contagion révolutionnaire à partir de la France malgré la prudence affichée de Louis-Philippe.
- 3 février 1831 : Les Belges offrent le trône de Belgique au duc de Nemours, le fils de Louis-Philippe.
- 4 février 1831 : révolution à Modène qui chasse François d'Este.
- 17 février 1831 : Louis-Philippe refuse le trône de Belgique pour son fils car il maintient sa ligne politique. Il ne souhaite pas profiter de la situation pour obtenir des avantages territoriaux et veut préserver la bonne entente avec Londres.
- 4 mars 1831 : Constitution d'un gouvernement provisoire des provinces unies d'Italie à Bologne. Il proclame l'abolition du pouvoir temporel du pape. L'Autriche intervient très rapidement afin de faire taire ces mouvements libéraux et nationaux.
- 26 mars 1831 : Répression des mouvements libéraux italiens par les troupes autrichiennes qui reprennent en main le nord de la péninsule italienne. L'Autriche provoque ainsi le jonction entre le libéralisme et le nationalisme italien.
- 4 juin 1831 : Les Belges choisissent comme roi Léopold de Saxe-Cobourg.
- 26 juin 1831 : Traité des Dix-huit articles. La Luxembourg revient à la Belgique.
- 21 juillet 1831 : Entrée de Léopold Ier de Belgique à Bruxelles.
- 1er août 1831 : Entrée des troupes hollandaises en Belgique. Elles s'emparent d'Anvers.
- 12 août 1831 : Intervention militaire française en Belgique afin de protéger le nouvel État. Cette intervention est décidée en concertation avec les autres puissances et permet à la France d'obtenir un nouveau succès international. Les troupes hollandaises ne progressent plus sur le territoire belge mais conserve la forteresse d'Anvers.
- 7 septembre 1831 : Reprise de Varsovie par les troupes russes. La répression est terrible et provoque l'exil de nombreux Polonais, notamment en France.
- 14 octobre 1831 : Traité des Vingt-quatre articles. Le Luxembourg est finalement partagé entre la Belgique et les Pays-Bas mais ces derniers conservent le duché de Limbourg et Maastricht. Les Pays-Bas ne reconnaissent pas ce traité.
- Novembre 1831 : Invasion de la Palestine et de la Syrie par les troupes égyptiennes de Méhémet Ali marquant le début de la première guerre turco-égyptienne (1831-1833). Le Sultan avait promis ces provinces au pacha d'Égypte en contrepartie de son intervention en Grèce. Cette intervention a permis au pacha d'Égypte de se rendre compte du déclin de la puissance ottomane et du rôle qu'il pouvait désormais aspirer à jouer en Méditerranée orientale.
- 22 février 1832 : Occupation d'Ancône par un corps expéditionnaire français à la demande du pape. L'Autriche ne réagit pas afin d'éviter un affrontement général qui affaiblirait ses positions en Italie. La France, ici, affirme qu'elle est désormais en mesure de mener une politique autonome.
- 26 février 1832 : Statut organique de Nicolas Ier abolissant le statut d'autonomie du royaume de Pologne.
- 27 mai 1832 : Banquet d'Hambach offert aux émigrés polonais au cours duquel les couleurs rouge, noir et or sont arborées. Les participants réclament l'application de mesures libérales ainsi que la constitution d'un État allemand. Ici aussi, le libéralisme fait la jonction avec le nationalisme.
- 27 juillet 1832 : Les grandes puissances imposent Othon de Wittelsbach, fils de Louis Ier de Wittelsbach, roi de Bavière, sur le trône de Grèce.

### L'entente cordiale franco-britannique
- Octobre 1832 : Les troupes franco-britannique interviennent à Anvers et contraignent les troupes hollandaises au départ.
- 21 décembre 1832 : Bataille de Konya. Les troupes égyptiennes de Méhémet Ali remportent une victoire décisive contre les troupes ottomanes. Nicolas Ier soutient immédiatement le sultan Mahmoud afin d'éviter que n'émerge un point fort au Proche-Orient.
- Février 1833 : Débarquement de troupes russes à Constantinople afin de contrer l'offensive égyptienne. Londres et Paris s'effraient de cette avancée russe en direction des Détroits et exercent des pressions sur le sultan pour qu'il cède à Méhémet Ali.
- 8 avril 1833 : Traité de Kutayeh. Le sultan Mahmoud reconnaît au pacha d'Égypte le contrôle sur la Syrie et la Palestine.
- 5 juillet 1833 : Bataille du cap Saint-Vincent. L'escadre britannique de Charles Napier défait la flotte de Michel Ier de Portugal. Ce dernier avait usurpé le trône de Portugal à sa nièce Marie afin de restaurer l'absolutisme. Cette victoire britannique permet le retour des libéraux au Portugal.
- 8 juillet 1833 : Traité d'Unkiar-Skelessi signé entre la Russie et l'Empire ottoman. Les deux États prévoient une assistance mutuelle et la fermeture des Détroits en cas de guerre contre l'un des deux signataires. Ce dernier point profite essentiellement à la Russie qui dispose enfin d'un verrou entre la mer Noire et la Méditerranée. En contrepartie, la Russie s'engage à fournir un contingent armée en cas d'agression contre l'Empire ottoman. La diplomatie du tsar venait d'obtenir la fermeture de la mer Noire. Il ne lui restait plus qu'à obtenir un droit de passage en Méditerranée.
- 19 septembre 1833 : Traité de Münchengräz par lequel la Russie, l'Autriche et la Prusse réaffirme leur solidarité.
- 29 septembre 1833 : Décès de Ferdinand VII d'Espagne. Il avait désigné sa fille Isabelle II pour lui succéder mais cette succession est contestée par le frère du défunt, Charles, partisan de l'absolutisme. Cette crise de succession ouvre la première guerre carliste (1833-1846). Les partisans d'Isabelle II, plus libéraux, sont soutenus par le Royaume-Uni et la France. Ces deux puissances s'entendent pour protéger les gouvernements libéraux mais elles entrent en concurrence pour étendre leur influence.
- Décembre 1833 : Le duc de Broglie, ministre des Affaires étrangères français, propose une alliance défensive avec le Royaume-Uni mais ce dernier, dont la diplomatie est dirigée par Palmerston, refuse.
- 1er janvier 1834 : Entrée en vigueur du Zollverein, union douanière entre 25 États de la Confédération germanique. Cette union voit le jour à la suite d'un accord entre la Prusse et les États du Sud, Bavière et Wurtemberg. Cette union permet l'unification d'un vaste marché qui manque cependant de débouchés vers la mer du Nord.
- 22 avril 1834 : Traité de la Quadruple-Alliance signé entre le Royaume-Uni, la France, l'Espagne et le Portugal. Les quatre États s'entendent sur une alliance offensive et défensive en ce qui concerne les questions ibériques. Ce traité inaugure l'entente cordiale, expression de Palmerston.
- 13 octobre 1837 : Prise de Constantine par les troupes françaises de Damrémont. La France acquiert le Constantinois et marque ainsi sa volonté de coloniser l'arrière-pays algérois.

### Le temps des tensions
- 14 août 1838 : Traité de commerce signé entre le Royaume-Uni et l'Empire ottoman par lequel tous les monopoles sont abolis. Ce traité ouvre ainsi la porte à l'influence commerciale britannique. La France ne tarde pas à faire la même chose pour ne pas être en reste.
- 14 janvier 1839 : Le sultan cède la ville d'Aden au Royaume-Uni qui accroît ainsi son contrôle sur la route de l'Inde.
- Mars 1839 : Intervention militaire britannique en Afghanistan à la suite des manœuvres diplomatiques de Dost Mohammed en direction de la Russie pour échapper aux tentatives protectionnistes britanniques. C'est le début de la première guerre anglo-afghane (1839-1842).
- 21 avril 1839 : le sultan Mahmoud II déclare le pacha d'Égypte Méhémet Ali traître à l'Empire ottoman et désire reprendre les provinces perdues de Syrie et Palestine. C'est le début de la Deuxième guerre turco-égyptienne (1839-1840). L'Autriche craint de voir la Russie mettre à exécution le traité d'Unkiar-Skelessi si bien qu'elle se rapproche du Royaume-Uni.
- Juin 1839 : à la suite de la destruction de cargaisons de drogue de la Compagnie britannique des Indes orientales par les autorités chinoises, lord Melbourne convainc la Chambre des Communes des Communes d'envoyer un corps expéditionnaire en Chine. C'est le début de la Première guerre de l'opium (1839-1842).
- 27 juillet 1839 : Les ambassadeurs britannique, russe, français, autrichien et prussien en poste à Constantinople remettent une note au sultan Mahmoud II lui proposant l'arbitrage des grandes puissances. Paris et Londres sont divisés sur les termes de l'arbitrage car la France refuse un règlement qui affaiblirait le pacha d'Égypte. En effet, l'influence de la France dans cette région ne cesse de croître.
- 12 juin 1840 : Convention de Londres sur l'esclavage. Il est prévu un droit de visite sur les navires négriers mais la France refuse de ratifier cet accord sous le prétexte que c'est une atteinte à la souveraineté. L'État protège ici les intérêts des grandes maisons nantaises, ce qui crispe une nouvelle fois les rapports franco-britannique, le Royaume-Uni étant attaché à la suppression de la traite des noirs.
- 15 juillet 1840 : Traité de Londres signé par le Royaume-Uni, la Russie, l'Autriche et la Prusse. Il prévoit une suite d'ultimatums présentés à Méhémet Ali. Les quatre puissances sont d'accord pour lui confier l'Égypte à titre héréditaire mais la Syrie seulement temporairement. La France n'a pas été associé au règlement de la question d'Orient ce qui porte à son comble les tensions franco-britanniques. Le nouveau président du Conseil, Adolphe Thiers, est favorable à une aventure extérieure qui effacerait définitivement le souvenir de l'humiliation de 1815. Il peut compter sur le soutien de l'opinion publique. Cette mise à l'écart de la France démontre également la remarquable capacité diplomatique de Palmerston, qui reconstitue rapidement le front des vainqueurs de 1815 pour briser l'élan français.
- Septembre 1840 : Bombardement de Beyrouth par la flotte britannique.
- Octobre 1840 : Louis-Philippe renvoie Thiers, jugé trop belliciste, et le remplace par le maréchal Soult. Guizot obtient le ministère des Affaires étrangères, or ce dernier est plutôt favorable à l'équilibre européen.
- Novembre 1840 : Évacuation de la Syrie par les troupes égyptiennes devant la menace de la flotte britannique.
- 11 décembre 1840 : Capitulation sans condition de Méhémet Ali. Ce dernier peut toutefois compter sur le soutien de la France qui conditionne son accord à un futur règlement par le maintien du pacha d'Égypte et la reconnaissance de l'hérédité de sa charge.
- 13 juillet 1841 : Conventions de Londres sur la question d'Orient. Les détroits sont neutralisés et ils sont fermés tant que La Porte est en paix. Cette mesure donne satisfaction au Royaume-Uni tout en ménageant la Russie qui reste libre en mer Noire mais dont l'accès à la Méditerranée est momentanément bloqué. La France n'a pas tout perdu car Méhémet Ali reste sur son trône si bien que l'Égypte demeure sous influence française.
- Janvier 1842 : L'armée britannique est contrainte d'évacuer l'Afghanistan ce qui met fin à la première guerre anglo-afghane. Cette première tentative d'expansion britannique en Asie centrale se solde par un terrible échec.
- 29 août 1842 : Traité de Nankin signé entre le Royaume-Uni et la Chine. Le Royaume-Uni obtient la clause de la nation la plus favorisée, l'entière souveraineté sur l'île de Hong Kong, le paiement d'une indemnité de guerre, la légalisation du commerce de l'opium et l'ouverture de cinq ports chinois au commerce britannique. Les autres puissances, dont la France et les États-Unis, vont chercher à obtenir les mêmes avantages que les Britanniques.
- 9 septembre 1842 : Traité de protectorat signé entre l'amiral Dupetit-Thouars pour la France et la reine Pomare IV pour Tahiti. Tahiti est ainsi placé sous protectorat de la France.
- Septembre 1843 : Visite de la reine Victoria et du prince Albert au château d'Eu, propriété personnelle du roi de France. Cette visite symbolise la normalisation des rapports entre les deux couronnes.
- Février 1844 : Affaire Pritchard. Un missionnaire anglais tente de fomenter une révolte antifrançaise à Tahiti afin de favoriser les intérêts britanniques. Il est expulsé par l'amiral Dupetit-Thouars.
- 3 mai 1844 : Le général Narváez, pro-français, devient le chef du gouvernement en Espagne. L'influence française en Espagne supplante ainsi l'influence britannique.
- 30 mai 1844 : Attaque de troupes marocaines dans l'Oranais. C'est le début de la guerre franco-marocaine.
- 19 juin 1844 : Prise d'Oudja par les forces françaises de Bugeaud. La ville marocaine est évacuée afin de ne pas mécontenter le Royaume-Uni qui ne voit pas d'un bon œil l'expansion française au Maghreb. Bugeaud souhaitait contraindre le sultan chérifien à négocier mais en vain.
- 6 août 1844 : Bombardement de la ville de Tanger par la marine française.
- 14 août 1844 : Bataille d'Isly. Bugeaud remporte une victoire sur les troupes marocaines.
- 10 septembre 1844 : Traité de Tanger signé entre le duc de Joinville pour la France et le sultan chérifien. L'armée française évacue le Maroc qui en contrepartie s'engage à livrer Abd el-Kader en cas de capture. L'intervention française au Maroc provoque un rapprochement de ce dernier avec le Royaume-Uni qui devient le garant de l'indépendance du royaume chérifien.
- Octobre 1845 : Visite officielle de Louis-Philippe à Londres où il est reçu par la reine au château de Windsor.
- 8 septembre 1845 : Deuxième visite de la reine Victoria et du prince Albert au château d'Eu.
- 11 décembre 1845 : Création du Sonderbund par l'alliance de sept cantons suisses catholiques et conservateurs à savoir, Schwyz, Uri, Unterwald, Lucerne, Zoug, Fribourg et Valais. Le Sonderbund obtient la préférence des grandes puissances européennes.
- 29 juin 1846 : Retour de Palmerston aux Affaires étrangères qui met fin à la fragile entente franco-britannique. Il désire revenir sur les accords de l'année passé sur les mariages espagnols.
- 10 octobre 1846 : Double mariages d'Isabelle II avec son cousin François d'Assise de Bourbon et l'infante Louise Fernande de Bourbon avec Antoine d'Orléans, duc de Montpensier, dernier fils de Louis-Philippe. Si le couple royal n'a pas de descendant, la couronne pourrait revenir à Louise et à un prince français, ce qui présente un risque aux yeux de Palmerston.
- 16 novembre 1846 : Annexion de la ville-livre de Cracovie par l'Autriche. Metternich avait reçu l'assentiment préalable de la Russie et de la Prusse.
- 20 juillet 1847 : La Diète fédérale helvétique proclame l'anticonstitutionnalité du Sonderbund. L'Autriche et la France ne soutiennent pas le Sonderbund mais réclament la tenue de négociations internationales. Palmerston, plutôt proche des libéraux, s'y refuse.
- 16 août 1847 : Occupation de la ville de Ferrare par les troupes autrichiennes afin de freiner les réformes libérales du pape Pie IX.
- Novembre 1847 : Reprise en main des cantons catholiques par l'armée fédérale suisse.
- 23 décembre 1847 : Retrait des troupes autrichiennes de Ferrare.

## Histoire des relations internationales de 1848 à 1871

### Le Printemps des peuples 1848-1849
- Mars 1848 : La Diète de Francfort décide l'envoi d'une expédition militaire austro-prussienne afin de soutenir le gouvernement provisoire allemand dans le duché de Schleswig, qui appartient à la couronne danoise. Cet événement marque le début de la première guerre des Duchés (1848-1850). La Prusse désire annexer les duchés de Schleswig et de Holstein sous prétexte qu'ils sont peuplés d'Allemands tandis que le Danemark entend les maintenir dans l'union personnelle qui les rattache son roi.
- 18 mars au 22 mars 1848, Milan s'insurge contre la présence autrichienne. Ce sont les cinq journées de Milan.
- 22 mars 1848 : Proclamation de l'indépendance de la république de Venise par Daniele Manin.
- 23 mars 1848 : Charles-Albert de Sardaigne se porte au secours du gouvernement provisoire de Milan et déclare la guerre à l'Autriche ouvrant ainsi la première guerre d'indépendance italienne (1848-1849). Le but du souverain sarde est de libérer le royaume de Lombardie-Vénétie et de le rattacher au sien afin de créer un État fort en Italie du Nord. Ce projet rencontre l'adhésion de Londres tandis que la France est davantage favorable à la création d'une confédération d'États italiens.
- 25 mars 1848 : Les troupes piémontaises de Charles-Albert de Savoie franchissent le Tessin tandis que les ducs de Parme et de Modène sont chassés par leur population.
- 11 avril 1848 : La Hongrie se dote d'une constitution autonome par rapport à Vienne sous la direction de Kossuth. Le Royaume-Uni ne voit pas d'un bon œil cette indépendance qui affaiblit l'Autriche et risque de profiter à la Russie.
- 30 avril 1848 : Bataille de Pastrengo. Charles-Albert de Sardaigne remporte une victoire contre les troupes autrichiennes.
- Ouverture de la conférence de Francfort réunissant des délégués des États de la Confédération germanique qui entendent réaliser l'unité politique du peuple allemand dans un Reich constitutionnel et démocratique.
- 30 mai 1848 : Bataille de Goito, Charles-Albert remporte un nouveau succès contre les troupes autrichiennes.
- 25 juillet 1848 : Bataille de Custoza. Les troupes autrichiennes remportent la victoire sur celles de Charles-Albert.
- 3 août 1848 : armistice Salasco signé entre l'Autriche et le général Salasco du royaume de Sardaigne. Les troupes piémontaises se retirent de Lombardie. Londres et Paris tentent tout de même d'adoucir les conditions que l'Autriche compte imposer à Charles-Albert en proposant le rattachement de la Lombardie au Piémont. L'Autriche refuse en arguant qu'elle est victorieuse sur le terrain. La menace d'une intervention française ne l'impressionne pas dans la mesure où la contre-révolution l'emporte partout.
- 10 août 1848 : Les troupes autrichiennes restaurent François V sur le duché de Modène.
- 18 août 1848 : Les troupes autrichiennes reprennent le contrôle du duché de Parme.
- 26 août 1848 : Trêve de Malmö signé entre la Prusse et le Danemark. Cette trêve est imposée par le Royaume-Uni et la Russie qui craignent une extension de la Prusse en mer Baltique.
- 9 février 1849 : Proclamation de la République romaine qui entraîne une intervention militaire de la France, de l'Autriche, de l'Espagne et du royaume des Deux-Siciles.

### Le retour à l'ordre conservateur 1849-1850
- 12 mars 1849 : Charles-Albert reprend les hostilités avec l'Autriche. Il profite des déboires de cette dernière en Hongrie pour espérer en tirer profit.
- 23 mars 1849 : Bataille de Novare. Les troupes piémontaises sont écrasées par les Autrichiens.
- 28 mars 1849 : Le Parlement de Francfort élit empereur du Reich, le roi de Prusse Frédéric-Guillaume IV. Par ce geste, les députés de Francfort font le choix d'une « Petite Allemagne », c'est-à-dire sans l'Autriche. Le roi de Prusse refuse car il ne veut pas devoir son trône à une assemblée révolutionnaire. Ce refus marque l'échec définitif du Parlement de Francfort.
- 14 avril 1849 : Proclamation de l'indépendance de la Hongrie et de la déchéance de la dynastie Habsbourg par le Parlement hongrois.
- 24 avril 1849 : Expédition de Rome. La France envoie un corps expéditionnaire à Rome commandé par le général Oudinot. Ce dernier doit permettre le rétablissement du pape Pie IX et empêcher une main mise autrichienne.
- 1er mai 1849 : Le chancelier autrichien Schwarzenberg demande l'aide du tsar Nicolas Ier pour réprimer le mouvement national hongrois. Ce dernier lui accorde si bien que la Hongrie doit désormais lutter sur deux fronts. L'Autriche peut également compter sur l'hostilité des Tchèques, Croates et Serbes à l'égard des Hongrois.
- 28 mai 1849 : Union restreinte signée entre la Prusse, la Saxe et le Hanovre. Cette union s'élargit progressivement à 28 États. La France soutient la politique de Radowitz, espérant ainsi obtenir des compensations dans le Palatinat et la rive gauche du Rhin. À l'inverse, le tsar s'inquiète de la naissance d'une si imposante puissance à ses frontières et fait savoir à Frédéric-Guillaume IV qu'il interviendrait militairement.
- 30 juin 1849 : Capitulation de la République romaine face au corps expéditionnaire français du général Oudinot. Ce dernier rétablit le pape dans son entière autorité. Ce revirement français provoque la perte de confiance des libéraux italiens envers la France. L'opinion publique française est partagée entre les catholiques et les républicains. L'Autriche est satisfaite de voir la France s'enfermer dans ses contradictions. Cela lui permet d'asseoir son hégémonie sur la péninsule italienne.
- 6 août 1849 : Traité de Milan signé entre l'Autriche et le royaume de Sardaigne. Le royaume de Piémont-Sardaigne renonce à ses prétentions sur le royaume lombardo-vénitien et doit payer une lourde indemnité de guerre.
- 13 août 1849 : Capitulation hongroise. L'Autriche sort de la tourmente tandis que le prestige du tsar sort grandit de cette crise. Il devient le champion de l'ordre européen.
- Octobre 1849 : La Saxe et le Hanovre se retirent du projet prussien devant les pressions russes.
- 27 février 1850 : Convention de Munich signée entre la Bavière, le Wurtemberg, la Saxe et le Hanovre à l'initiative de l'Autriche.
- 2 juillet 1850 : Traité de Berlin signé entre le Danemark et la Prusse. La Prusse reconnaît au roi de Danemark la possession des duchés de Schleswig et Holstein mais ces derniers ne peuvent être rattachés au Danemark. C'est une union personnelle.
- Octobre 1850 : Affaire de Hesse-Cassel. L'Electeur de Hesse-Cassel, en proie à une révolte populaire libérale, en appelle à la Confédération germanique qui décide d'envoyer une force armée bavaroise pour réprimer le mouvement. La Prusse dénie à la Confédération germanique le droit d'intervenir au sein d’un membre de l'Union restreinte. Elle voit d'un mauvais œil les forces armées d'un allié de l'Autriche intervenir dans un État sur lequel elle possède un droit de passage militaire. La Prusse occupe la Hesse-Cassel. L'Autriche reçoit le soutien de la Russie.
- 29 novembre 1850 : Accords d'Olmütz conclus entre l'Autriche et la Prusse plus connue sous le nom de Reculade d'Olmütz. L'Autriche obtient de la Prusse l'annulation de l'Union restreinte, la fin de la mobilisation générale en Prusse et l'acceptation de l'intervention militaire bavaroise en Hesse-Cassel. La Confédération germanique est rétablie dans ses statuts de 1815. Schwarzenberg n'est tout de même pas parvenu à obtenir l'adhésion des autres puissances à son projet d'entrée de l'Autriche dans la Confédération.

### L'éclatement du consensus du congrès de Vienne 1850-1858
- Décembre 1852 : Querelle des Lieux Saints. Le tsar estime qu'il est temps de profiter de l'affaiblissement de l'Empire ottoman pour relancer sa politique extérieure en direction des Détroits. Il décide de relancer la « question d'Orient » par un prétexte, celui de la protection des Lieux Saints. La France est la garante de ces derniers depuis 1536 mais le dynamisme des religieux orthodoxe en Palestine sert de prétexte au tsar pour réclamer la protection des Lieux Saints. L'intervention du sultan en faveur de la France provoque un glissement des réclamations du tsar. Il réclame dorénavant la protection des populations orthodoxes de l'Empire ottoman. Cela lui permettrait de s'ingérer dans les affaires internes de l'Empire.
- Février 1853 : Traité de commerce signé entre l'Autriche et la Prusse qui prévoit l'abaissement des droits de douane entre les États du Zollverein et l'Autriche. Ce traité maintient l'Autriche à l'écart de l'ensemble économique allemand.
- Mai 1853 : L'ambassadeur russe en poste à Constantinople, Menchikov, présente une note au sultan dans laquelle il réclame la protection des sujets orthodoxes de l'Empire ottoman.
- 21 mai 1853 : Rupture des relations diplomatiques entre l'Empire ottoman et la Russie à la suite du refus du sultan de céder aux injonctions russes. Ce dernier reçoit le soutien de la France et du Royaume-Uni.
- Juin 1853 : Le Royaume-Uni et la France envoient une escadre au large de Constantinople afin d'assurer la protection des Détroits contre les ambitions russes.
- 4 octobre 1853 : L'Empire ottoman déclare la guerre à la Russie ouvrant ainsi la guerre de Crimée (1853-1856)
- 30 novembre 1853 : Bataille de Sinop. La flotte russe remporte une victoire sur la flotte ottomane et prend ainsi le contrôle de la mer Noire.
- 27 mars 1854 : Royaume-Uni et France déclarent la guerre à la Russie.
- 8 août 1854 : Conférence de Vienne réunissant le Royaume-Uni, la France et l'Autriche. Les trois puissances s'entendent sur les quatre points que doit respecter la Russie pour mettre un terme au conflit : renoncement des Russes à leur influence dans les principautés danubiennes, garantie internationale collective pour les populations orthodoxes de l'Empire ottoman, liberté de navigation dans les bouches du Danube et révision des conditions de circulation dans les Détroits.
- 2 décembre 1854 : Ultimatum de l'Autriche à la Russie. L'Autriche avait promis qu'elle s'engagerait dans la guerre avec les troupes fédérales de la Confédération germanique.
- 26 janvier 1855 : Le royaume de Sardaigne entre dans l'alliance franco-britannique. Le roi de Sardaigne s'engage à envoyer des troupes en Crimée. En contrepartie, le Royaume-Uni et la France s'engagent à soutenir les prétentions sardes dans le nord de l'Italie. Cette manœuvre était surtout destinée à accélérer l'intervention de l'Autriche.
- Février 1855 : La Diète de Francfort se prononce contre une intervention militaire contre la Russie. La Prusse estime que suivre l'Autriche est un signe de faiblesse.
- 10 septembre 1855 : Prise de Sébastopol par les troupes franco-britanniques.
- 18 janvier 1856 : Fin de la guerre de Crimée.
- 25 février 1856 : Ouverture de la conférence de Paris réunissant le Royaume-Uni, la France, l'Autriche, la Sardaigne, l'Empire ottoman et la Russie sur la base des quatre points élaborés à Vienne.
- 30 mars 1856 : Traité de Paris. Les principautés danubiennes échappent à l'influence russe. La Russie doit même céder le district de Boudjak à la Moldavie. Les sujets chrétiens du Sultan font l'objet d'une garantie internationale et le rôle de défenseur de la foi du tsar est éliminé. La navigation sur le Danube devient libre et la mer Noire est neutralisée. Ces clauses satisfont le Royaume-Uni, servi par l'immense diplomatie de Palmerston. Cavour, pour sa part, n'obtient aucun avantage territorial mais la conférence de Paris lui permet de diffuser ses thèses sur l'équilibre de la péninsule. La position de l'Autriche est fragilisée par la disparition du front austro-russe qui tenait depuis 1813.
- 1er août 1857 : Création de la Société nationale qui œuvre pour l'unité italienne sous l'égide de Victor-Emmanuel de Savoie.

### Le nouvel équilibre européen 1858-1871
- Mai 1858 : Ouverture de la conférence de Paris à l'initiative de Napoléon III sur la question des principautés danubiennes. Cette conférence réunie le Royaume-Uni, la France, la Prusse, l'Autriche, la Russie, la Sardaigne et l'Empire ottoman.
- 20-21 juillet 1858 : Entrevue de Plombières entre Napoléon III et Cavour. Ce dernier peut désormais compter sur le soutien de la France en cas de conflit contre l'Autriche. Napoléon III se fait le défenseur des nationalités. Cavour lui a promis la cession de la Savoie et de Nice en échange de son aide.
- Août 1858 : Convention de Paris qui reconnaît l'union des principautés de Moldavie et Valachie, sous suzeraineté ottomane. Le Monténégro jouit quant à lui d'un statut d'autonomie sous contrôle des puissances européennes.
- 26 janvier 1859 : Traité de Turin signé entre la France et la Sardaigne. Le traité officialise l'alliance entre la France et la Sardaigne et prévoit la formation d'un royaume de haute Italie. Camillo Cavour ambitionne d'unifier toute la péninsule italienne mais Napoléon III n'envisage que la création d'un royaume dans l'Italie du Nord ou d'une Confédération italienne, solution qui aurait l'avantage de ménager les États pontificaux, sous la protection de la France depuis 1849. Napoléon III doit garder cette ligne en politique étrangère afin de satisfaire l'opinion publique catholique.
- 27 avril 1859 : L'Autriche déclare la guerre à la Sardaigne ouvrant ainsi la Deuxième guerre d'indépendance italienne (1859).
- 20 mai 1859 : Bataille de Montebello. Les troupes franco-piémontaises battent les troupes autrichiennes.
- 4 juin 1859 : Bataille de Magenta. Les troupes franco-piémontaises battent les troupes autrichiennes.
- 14 juin 1859 : La Prusse mobilise sur le Rhin pour venir en aide à l'Autriche. Napoléon III prend peur de cette menace d'ouverture d'un second front sur le Rhin.
- 24 juin 1859 : Bataille de Solférino. Les troupes franco-piémontaises remporte une nouvelle victoire sur les troupes autrichiennes.
- 12 juillet 1859 : Armistice de Villafranca signé entre la France, la Sardaigne et l'Autriche.
- 10 novembre 1859 : Traité de Zurich signé entre la France, le Piémont-Sardaigne et l'Autriche. L'Autriche cède la Lombardie à la France en lui laissant le soin de la transmettre au royaume de Piémont-Sardaigne. Ce traité ne satisfait pas du tout Cavour qui démissionne afin de ne pas cautionner cette défaite diplomatique. Mais le royaume de Piémont-Sardaigne reçoit le soutien inopiné du Royaume-Uni, inquiet de la poussée d'influence française en Italie.
- 23 janvier 1860 : Traité de commerce signé entre le Royaume-Uni et la France par lequel cette dernière accepte le libre-échange entre les deux pays.
- 24 mars 1860 : Traité de Turin signé entre la France et le Piémont-Sardaigne. La France rétrocède la Lombardie au Piémont-Sardaigne en échange de Savoie et Nice. Napoléon III accepte également que les populations révoltée en Italie centrale se prononcent par plébiscite pour leur rattachement au royaume piémontais. Ce revirement était dicté par les actions britanniques. Napoléon III ne souhaitait pas se faire doubler. C'est ainsi que les duchés de Parme et de Modène et le grand-duché de Toscane sont intégrés au royaume de Piémont-Sardaigne.
- 11 mai 1860 : Expédition des Mille entreprise par les Chemises rouge de Garibaldi afin de clore le chapitre de l'unité italienne en intégrant le royaume des Deux-Siciles.
- 30 août 1860 : Débarquement d'un corps expéditionnaire français au Liban afin de protéger les chrétiens maronites contre les druzes.
- 7 septembre 1860 : Prise de Naples par Giuseppe Garibaldi. Le royaume des Deux-Siciles est totalement libéré. Garibaldi annonce son intention de libérer les États pontificaux. Cette intention provoque l'intervention des troupes piémontaises qui prétextent ne pas vouloir laisser prendre Rome par des troupes démocrates.
- 21 octobre 1860 : Rattachement de la Sicile et de Naples au Piémont-Sardaigne par plébiscite.
- 26 octobre 1860 : Rencontre entre Victor-Emmanuel II de Savoie et Garibaldi.
- 7 novembre 1860 : Entrée de Victor-Emmanuel II à Naples.
- 14 mars 1861 : Proclamation officielle de Victor-Emmanuel II comme roi d'Italie sous le nom de Victor-Emmanuel II. Seules la Vénétie et la région autour de Rome n'intègrent pas ce nouvel État.
- 9 juin 1861 : La France obtient la création par l'Empire ottoman de la province du Mont-Liban, dotée d'une certaine autonomie. Le corps expéditionnaire français quitte le Liban.
- Décembre 1861 : Débarquement d'un corps expéditionnaire français au Mexique ouvrant la Guerre du Mexique (1861-1867).
- 23 décembre 1861 : Le Sultan reconnaît la réunion des principautés danubiennes dans le nouvel État de Roumanie. Il donne l'investiture à Alexandre-Jean Cuza.
- 29 août 1862 : Bataille d'Aspromonte. Les troupes de Garibaldi tentent de conquérir Rome mais elles sont battues par les Piémontais. Le nouveau roi d'Italie est contraint de se porter garant des États pontificaux afin de maintenir l'unité des patriotes. De plus, il ne veut pas risquer un conflit européen.
- 22 janvier 1863 : Soulèvement polonais contre la Russie. Napoléon III apporte son soutien aux revendications polonaises.
- 6 mai 1863 : Déclaration de Napoléon III sur la révision des traités de 1815. L'empereur des Français estime qu'il est temps de redessiner la carte de l'Europe. Il propose la tenue d'un congrès diplomatique afin d'examiner les questions de l'Italie, la Pologne, l'Allemagne, les Balkans, l'avenir de l'Autriche et les frontières de la France. Toutes les capitales européennes redoutent la menace d'une prépondérance française si bien que le congrès ne se tient pas.
- 7 juin 1863 : Entrée des troupes françaises à Mexico. Maximilien de Habsbourg obtient le trône du Mexique.
- 15 novembre 1863 : Mort du roi de Danemark Frédérik VII qui ouvre une nouvelle fois la question des Duchés. Le défunt n'a pas de descendance si bien que la Prusse en profite pour réclamer une nouvelle fois les duchés de Schleswig et de Holstein, peuplés d'Allemands. Elle craint en effet un rattachement de ces duchés au Danemark avec l'avènement du duc de Schleswig et d'Holstein, [Christian IX].
- Avril 1864 : Répression de la révolte polonaise par les troupes russes.
- 14 septembre 1864 : Convention de Paris signé entre la France et Visconti-Venosta pour l'Italie. La France s'engage à retirer ses troupes de Rome avant trois ans tandis que l'Italie reconnaît l'intégrité du Latium.
- 30 octobre 1864 : Traité de Vienne qui met fin à la deuxième guerre des Duchés. Le Danemark cède les duchés de Schleswig, Holstein et Lauenburg à la Prusse et l'Autriche mais les deux puissances germaniques ne parviennent pas à s'entendre.
- 14 août 1865 : Convention de Gastein signée entre la Prusse et l'Autriche. La Prusse obtient l'administration du duché de Schleswig, le port de Kiel et l'entière souveraineté sur le duché de Lauenburg tandis que l'Autriche obtient l'administration du duché de Holstein.
- 8 avril 1866 : Traité d'alliance signé entre la Prusse et l'Italie. Bismarck promet la Vénétie à l'Italie en cas de conflit avec l'Autriche. L'Italie était réticente originellement à ce traité d'alliance mais Napoléon III œuvre pour que cela se réalise. Il va jusqu'à promettre à l'Italie une intervention de la France en cas de défection de la Prusse. Napoléon III soutient l'unité allemande mais il envisage des compensations territoriales avec le Luxembourg ou le Palatinat.
- 9 avril 1866 : Bismarck, qui conteste le poids excessif de l'Autriche dans la Confédération germanique, propose un projet de réforme. Vienne refuse tous les points, surtout l'élection d'un parlement au suffrage universel. Bismarck recherche en fait la confrontation avec l'Autriche afin de réaliser au profit de la Prusse l'unité allemande.
- 22 mai 1866 : Karl de Hohenzollern-Sigmaringen monte sur le trône de Roumanie. Il était soutenu par Napoléon III et la Prusse.
- 12 juin 1866 : Invasion du Holstein par la Prusse. L'Autriche peut compter sur le soutien de la Saxe, la Hesse, la Bavière, le Wurtemberg et le Hanovre.
- 20 juin 1866 : L'Italie déclare la guerre à l'Autriche.
- 3 juillet 1866 : Bataille de Sadowa. Les armées prussiennes remportent une victoire décisive sur les armées autrichiennes.
- 18 août 1866 : Création de la Confédération de l'Allemagne du Nord qui réunit le royaume de Prusse, les grands-duchés de Hesse, Mecklembourg-Schwerin, Mecklembourg-Strelitz, Oldenbourg et Saxe-Weimar-Eisenach, les duchés de Anhalt, Brunswick, Saxe-Altenburg, Saxe-Cobourg-Gotha, Saxe-Meiningen-Hildburghausen, 7 principautés et les trois villes-libres.
- 23 août 1866 : Traité de Prague signé entre la Prusse et l'Autriche. La Prusse annexe les duchés du Schleswig et de Holstein ainsi que le royaume de Hanovre, le duché de Nassau, la Hesse-Cassel et la ville-libre de Francfort.
- 3 octobre 1866 : Traité de Vienne. L'Autriche remet la Vénétie à la France qui la rétrocède à l'Italie.
- 18 février 1867 : Compromis de Vienne qui donne naissance à la double monarchie austro-hongroise.
- 12 mars 1867 : Les dernières troupes françaises quittent le Mexique. Le prestige de la France et de Napoléon III est sévèrement atteint.
- avril 1867 : Bismarck s'oppose à toute cession de terres allemandes à la France.
- 11 mai 1867 : Traité de Londres par lequel Napoléon III se voit refuser le Luxembourg. Ce dernier, érigé en grand-duché, devient indépendant et neutre. Il n'est plus attaché aux Pays-Bas que par une union personnelle.
- 19 juin 1867 : Exécution de l'empereur Maximilien de Habsbourg.
- 27 avril 1868 : Élection d'un parlement du Zollverein qui anticipe l'unification politique de l'Allemagne.
- mai 1870 : Bismarck relance la candidature de Léopold de Hohenzollern-Sigmaringen pour le trône d'Espagne, vacant. Le chancelier prussien cherchait à envenimer les rapports franco-prussien afin d'entrer en conflit avec Napoléon III et consolider le sentiment national allemand pour accélérer l'unification de l'Allemagne. Il craint la naissance d'un axe Paris-Vienne et une pénétration de l'influence française en Allemagne du Sud. En effet, les États d'Allemagne du Sud sont soumis à l'influence prussienne.
- 6 juillet 1870 : La France s'oppose à la candidature de Léopold de Hohenzollern-Sigmaringen qui craint une expansion de l'influence prussienne en Espagne qui prendrait la France en étau.
- 12 juillet 1870 : Retrait de la candidature de Léopold de Hohenzollern-Sigmaringen.
- 13 juillet 1870 : Dépêche d'Ems.
- 19 juillet 1870 : La France déclare la guerre à la Prusse ouvrant ainsi la guerre franco-allemande (1870-1871). Les autres États allemands font front derrière la Prusse.
- 2 septembre 1870 : Bataille de Sedan. Les troupes françaises sont vaincues par les troupes allemandes et l'empereur est fait prisonnier.
- 20 septembre 1870 : Entrée des troupes italiennes dans Rome à la faveur de la guerre franco-allemande.
- 28 janvier 1871 : Armistice de Versailles signé entre l'Allemagne et la France.
- 10 mai 1871 : Traité de Francfort signé entre l'Allemagne et la France. La France cède l'Alsace et la Moselle à l'Allemagne.
- 23 novembre 1871 : Rome devient capitale du royaume d'Italie.

## Histoire des relations internationales de 1871 à 1885

### L'hégémonie britannique dans le monde et allemande en Europe
- 29 juin 1872 : convention signée entre l'Allemagne et la France selon laquelle est admis le paiement anticipé de l'indemnité de guerre contre l'évacuation graduelle des territoires occupés.
- 24 mai 1873 : gouvernement Mac-Mahon en France de tendance monarchiste et catholique mal accueilli par Bismarck qui préfère une République isolée.
- 6 juin 1873 : convention signée entre l'Allemagne et la Russie par laquelle les deux puissances nouent une alliance défensive.

Convention signée entre la Russie et l'Autriche-Hongrie selon laquelle les deux empereurs s'engagent à se consulter en cas d'agression d'une tierce puissance.
- 16 septembre 1873 : évacuation des derniers départements français par l'armée allemande. Bismarck veut tout mettre en œuvre pour isoler la France.
- 22 octobre 1873 : entente des Trois Empereurs à la suite de l'intégration de l'Allemagne dans les accords russo-autrichiens.
- 13 mars 1875 : loi militaire en France portant de 3 à 4 le nombre de bataillons dans chaque régiment, sans augmenter pour autant les effectifs, ce qui revient à former davantage de sous-officiers et d'officiers. Bismarck y voit une intention de la France de préparer la guerre. Cet événement ouvre une crise franco-allemande.
- 1er août 1875 : insurrection nationaliste qui éclate dans le sud de l'Herzégovine contre les populations islamisées de la région. Le mouvement s'étend en Bosnie.
- avril 1876 : insurrection nationaliste en Bulgarie contre les Turcs.
- Mai 1876 : répression de l'insurrection bulgare par les bachi-bouzouks qui provoque une vive émotion internationale.
- Juin 1876 : déclaration de guerre de la Serbie et du Monténégro à l'Empire ottoman en soutien de la révolte bulgare. Seule la Russie se déclare prête à intervenir en faveur des Bulgares.
- 8 juillet 1876 : Entrevue de Reichsatdt entre le chancelier Andrassy et le ministre des Affaires étrangères russe Alexandre Gortchakov. Les deux hommes jettent les bases d'un partage de l'Empire ottoman en zones d'influence.
- 3 novembre 1876 : armistice signé entre les belligérants des Balkans sous la menace d'une intervention militaire russe.
- 2 décembre 1876 : ouverture de la conférence de Constantinople sous l'égide du Royaume-Uni. Russie et Royaume-Uni s'opposent sur le sort de l'Empire ottoman, les Britanniques désirant maintenir l'intégrité de l'Empire.
- 23 décembre 1876 : fin de la conférence de Constantinople. Le sultan Abdülhamid II octroie une Constitution à l'Empire mais affirme en même temps l'indivisibilité de l'Empire. C'est un échec pour Saint-Pétersbourg.
- 15 janvier 1877 : convention signé entre la Russie et l'Autriche-Hongrie par laquelle cette dernière affirme sa neutralité en cas de conflit avec l'Empire ottoman en échange de la Bosnie-Herzégovine.
- 24 avril 1877 : déclaration de guerre de la Russie à l'Empire ottoman.
- 11 mai 1877 : déclaration de guerre de la Roumanie à l'Empire ottoman.
- 18 octobre 1877 : prise de Kars par l'armée russe qui avance ensuite vers Trébizonde.
- 10 décembre 1877. Déclaration de guerre de la Serbie à l'Empire ottoman. Capitulation de la forteresse de Plevna ouvrant ainsi aux Russes la plaine d'Andrinople. Cette soudaine offensive russe inquiète toutes les autres puissances étrangères.
- 29 janvier 1878 : Lord Salisbury fait savoir à Saint-Pétersbourg que le Royaume-Uni n'acceptera pas l'installation d'une puissance étrangère à Constantinople. Londres envoie croiser son escadre de Méditerranée dans les parages du Bosphore.
- 5 mars 1878 : Traité de San Stefano signé entre la Russie et l'Empire ottoman particulièrement avantageux à la Russie.

## Histoire des relations internationales de 1885 à 1914
- 1898 : Conférence internationale de Rome pour la défense sociale contre les anarchistes